# مئیر کاهان
مئیر دیوید کاهان (۱۹۳۲–۱۹۹۰) (عبری: הרב מאיר דוד כהנא) یک خاخام راستگرای افراطی اسرائیلی - آمریکایی بود. نوشته‌ها و عقاید او پایه اصلی گروه‌های تندروی یهودی امروزی است. او یک خاخام ارتدوکس بود و در کنست (پارلمان اسرائیل) مدتی عضو بود.
او ابتدا یک فعال یهودی بود و برای حقوق یهودیان در شوروی سابق و در محله‌های یهودی تلاش می‌کرد. او یکی از طرفداران مهاجرت یهودیان آمریکا به اسرائیل بود و آنها را از هولوکاست دوم می‌ترساند. او طرفدار جایگزینی دولت اسرائیل با حکومت مذهبی بود و طرفدار ایجاد اسرائیل بزرگ بود. او معتقد بود که جمعیت عربهای اسرائیلی برای اسرائیل خطری بزرگ است و پیشنهاد می‌کرد که به عربها پول داده شود تا اسرائیل را ترک کنند و اموال آنهایی که حاضر به ترک اسرائیل نیستند به زور گرفته شود. کاهان گروه لیگ دفاع یهودی را در آمریکا و حزب کاخ را در اسرائیل ایجاد کرد. اف‌بی‌آی در ۲۰۰۱ لیگ دفاع یهودی را یک گروه تروریستی دست راستی طبقه‌بندی کرد. بنا بر اف‌بی‌آی این سازمان در طراحی و انجام اقدامات تروریستی در ایالات متحده نقش داشته‌است. او در زمانی که حزب کاخ در کنست صندلی به دست آورد عضو کنست شد. در سال ۱۹۸۸ دولت اسرائیل حزب کاخ را به دلیل نژادپرستی ممنوع اعلام کرد. کاهان در سال ۱۹۹۰ در نیویورک به دست یک فرد عرب مسلح کشته شد بعد از اینکه سخنرانی در مورد مهاجرت یهودیان آمریکا به اسرائیل ایراد کرد.

## زندگی‌نامه
کاهان در بروکلین نیویورک در سال ۱۹۳۲ در یک خانواده یهودی ارتدوکس به دنیا آمد. پدر او خاخام یچزکل (چارلز) کاهان نام داشت و در جنبش صهیونیسم فعال بود و از دوستان زو جابوتینسکی بود.
به عنوان یک نوجوان او زو جابوتینسکی و پیتر برگسون را می‌ستود که معمولاً در خانواده آنها مهمان بودند. او در تظاهرات بر ضد ارنست بوین که مأمور دولت بریتانیا برای کنترل مهاجرت یهودیان بود شرکت می‌کرد. در سال ۱۹۴۷ کاهان به دلیل پرتاب تخم مرغ و گوجه فرنگی به بوین دستگیر شد. کاهان به مدرسه یشیوای فلتبوش و دبیرستان آکادمی تلمودیک بروکلین رفت. او خاخامی خود را از میریشیوا در بروکلین دریافت کرد و به کالج بروکلین رفت و در رشته علوم سیاسی مدرک کارشناسی گرفت. او به تلمود و تنخ مسلط بود. او سپس مدرک وکالت خود را از دانشگاه نیویوک گرفت.
کاهان در سال ۱۹۵۶ ازدواج کرد و چهار فرزند به دنیا آورد. در سال ۱۹۵۸ او خاخام مرکز یهودی هاوارد بیچ در کویینز شهر نیویورک شد. این کنیسه سنتی و نه ارتدوکس بود. کاهان افراد کنیسه را به زندگی دینی تشویق می‌کرد؛ ولیکن وقتی تلاش کرد که یک مچیتزا، حجاب بین زن و مرد، نصب کند افراد کنیسه بر ضد او شدند. قرارداد او تمدید نشد و او مجبور به ترک هاوارد بیچ شد.

## اتحادیه دفاع یهودی
در سال ۱۹۶۸ کاهان اتحادیه دفاع یهودی را در نیویورک ایجاد کرد. هدف اعلام شده این سازمان دفاع از یهودیان در برابر یهودی‌ستیزی بود. بر اساس نظر اتحادیه ضد افترا کاهان یک فرم از ملی‌گرایی یهودی افراطی را به همراه خشونت، نژادپرستی و فعالیت سیاسی افراطی تشویق می‌کرد. در سال ۱۹۷۱ باب دیلان در یک مصاحبه از کاهان به طرفداری سخن گفت. دیلان گفت «او واقعاً یک فرد صادق است. او تمامی چیزها را در کنار هم قرار داده‌است.» بر اساس گفته‌های کاهان باب دیلان در بعضی جلسات لیگ دفاع یهودی شرکت می‌کرد.
بعضی از افراد لیگ دفاع یهودی از جمله کاهان به عنوان تروریستهای داخلی توسط دولت آمریکا دستگیر شدند. در سال ۱۹۷۵ کاهان به دلیل حمله به پلیس بیرون هیئت شوروی در سازمان ملل دستگیر شد. در همان سال کاهان به دلیل تلاش برای دزدیدن دیپلمات شوروی، بمب‌گذاری در سفارت عراق و ارسال اسلحه به اسرائیل دستگیر شد. در این زمان آزادی موقت او به خاطر بمبگذاری در سال ۱۹۷۱ لغو شد و یک سال را در زندان سپری کرد. او همچنین اعلام کرد که قصد دارد یک ارتش ۱۵۰۰۰۰ نفری از یهودیان آمریکا را برای اسرائیل بفرستد با اینکه دولت اسرائیل این امر را تأیید نکرده بود. در سال ۱۹۸۴ او گفت که در بمبگذاری علیه منافع شوروی در نیویورک دست داشته‌است.

## در اسرائیل
در سال ۱۹۷۱ کاهان به اسرائیل مهاجرت کرد. او ابتدا اعلام کرد که قصد دارد فقط به تربیت یهودیان بپردازد ولیکن به زودی فعال سیاسی شد و درخواست اخراج عربها را از اسرائیل می‌داد. او چندین بار دستگیر شد.
در سال ۱۹۸۰ کاهان برای بار ۶۲ ام دستگیر شد و به مدت شش ماه زندانی گشت زیرا قصد داشت که حمله مسلحانه به فلسطینیان به عنوان انتقام کشتن یهودیان انجام دهد. کاهان در زندان کتابی به عنوان آنها باید بروند نوشت.

## مرگ
در نوامبر سال ۱۹۹۰ بعد از یک سخنرانی در بروکلین او کشته شد. فرد مهاجم سید نصیر  نام داشت که یک آمریکایی مصری‌تبار بود. او محکوم شد و به حبس ابد انتقال یافت. کاهان در هار هامنوشوت در اورشلیم دفن شد.

## دیدگاه‌ها
کاهان اعتقاد داشت که سرنوشت یهودیان منحصربه‌فرد است و از طریق پیروی از تورات کامل می‌شود. او گفته بود که دموکراسی و یهودیت یک چیز نیستند. او همچنین اعتقاد داشت که دموکراسی یهودی با وجود داشتن اقلیت غیریهودی امکان‌پذیر نیست زیرا این اقلیت ممکن است در زمانی اکثریت شوند و رای به غیریهودی شدن حکومت دهند. او گفته بود که فرض کنید عربها در بین ما زندگی کنند و هشت فرزند داشته باشند و اکثریت شوند. آیا ما باید نظر اکثریت عرب را قبول کنیم؟. همچنین او گفته بود که دموکراسی غربی به درد اسرائیل نمی‌خورد زیرا پیش فرض آن قبول برابری همه بدون توجه به مسائل نژادی و مذهبی است.
کاهان پیشنهاد می‌کرد که تمامی اعراب به زور از اسرائیل اخراج شوند. او پیشنهاد کرد که به هریک از این اعراب ۴۰۰۰۰ دلار داده شود و آنها که مایل به خروج نیستند به زور اخراج شوند.
کاهان معتقد بود که اسرائیل باید گسترش یافته و کشور اسرائیل بزرگ را تشکیل دهد. او معتقد بود مرزهای اسرائیل بزرگ باید بر اساس تورات باشد. بر این اساس سرزمین اسرائیل شامل کرانه باختری و غزه، لبنان، اردن، بخش‌هایی از ترکیه، مصر تا رود نیل، سوریه و عراق تا رود فرات می‌شود. وقتی منتقدین او می‌گفتند که این کار باعث جنگ دائمی بین اعراب و یهودیان می‌شود او می‌گفت که جنگ دائمی وجود خواهد داشت با یا بدون کاهان.

## تأثیر امروزی
بعد از مرگ کاهان فرد دیگری نتوانست جای او را در بین یهودیان پیدا کند. در سال ۱۹۹۴ بعد از کشتار مسلمانان در غار ابراهیمی توسط دکتر باروخ گلدستین که در آن ۲۹ مسلمان فلسطینی در حین نماز کشته شدند، دولت اسرائیل حزبهای کاهانی را تروریست اعلام کرد. دولت آمریکا نیز حزبهای کاهانی را به لیست گروه‌های تروریستی اضافه نمود.

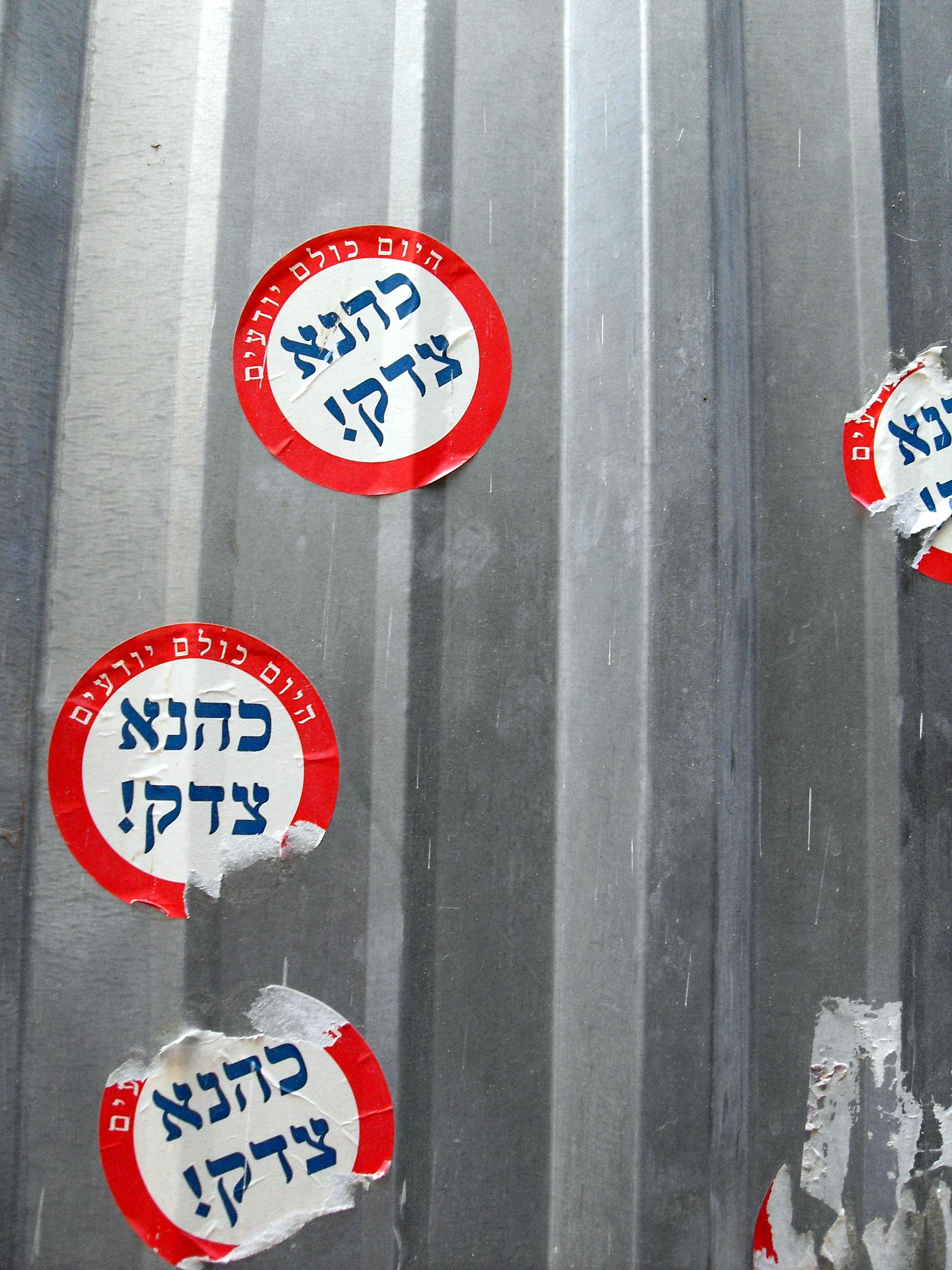
به عبری: امروز همه می‌دانند که کاهان درست می‌گفت.

در سال ۲۰۰۰ و در زمان انتفاضه الاقصی طرفداران کاهان با رنگ بر روی بسیاری دیوارها پیامی کوتاه به مضمون «کاهان درست می‌گفت» نوشتند.

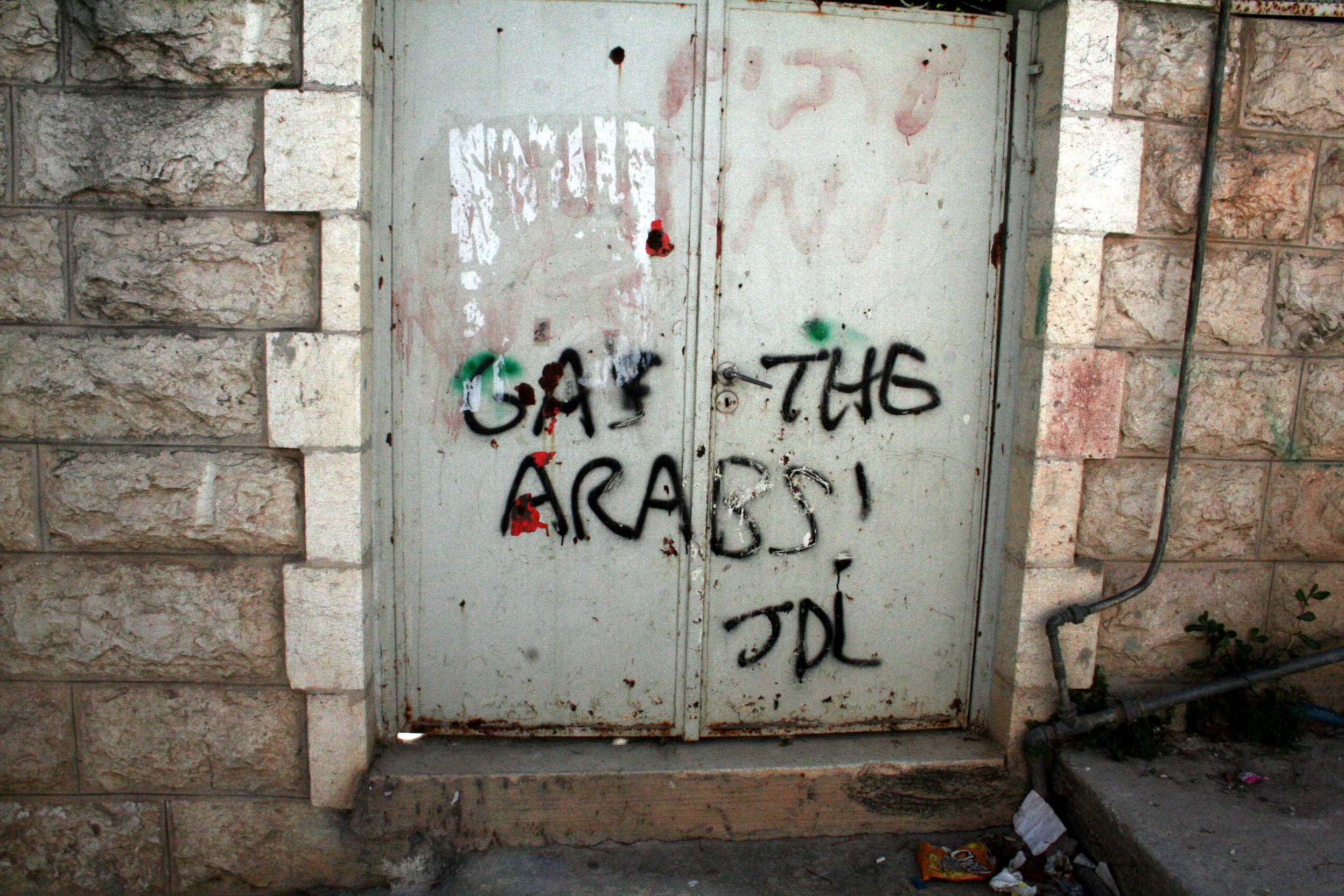
نوشته «عربها را با گاز بکشید» در هبرون. طرفداران کاهان معتقد به جنگ کامل با اعراب هستند.